# St. Luzia (Habscheid)

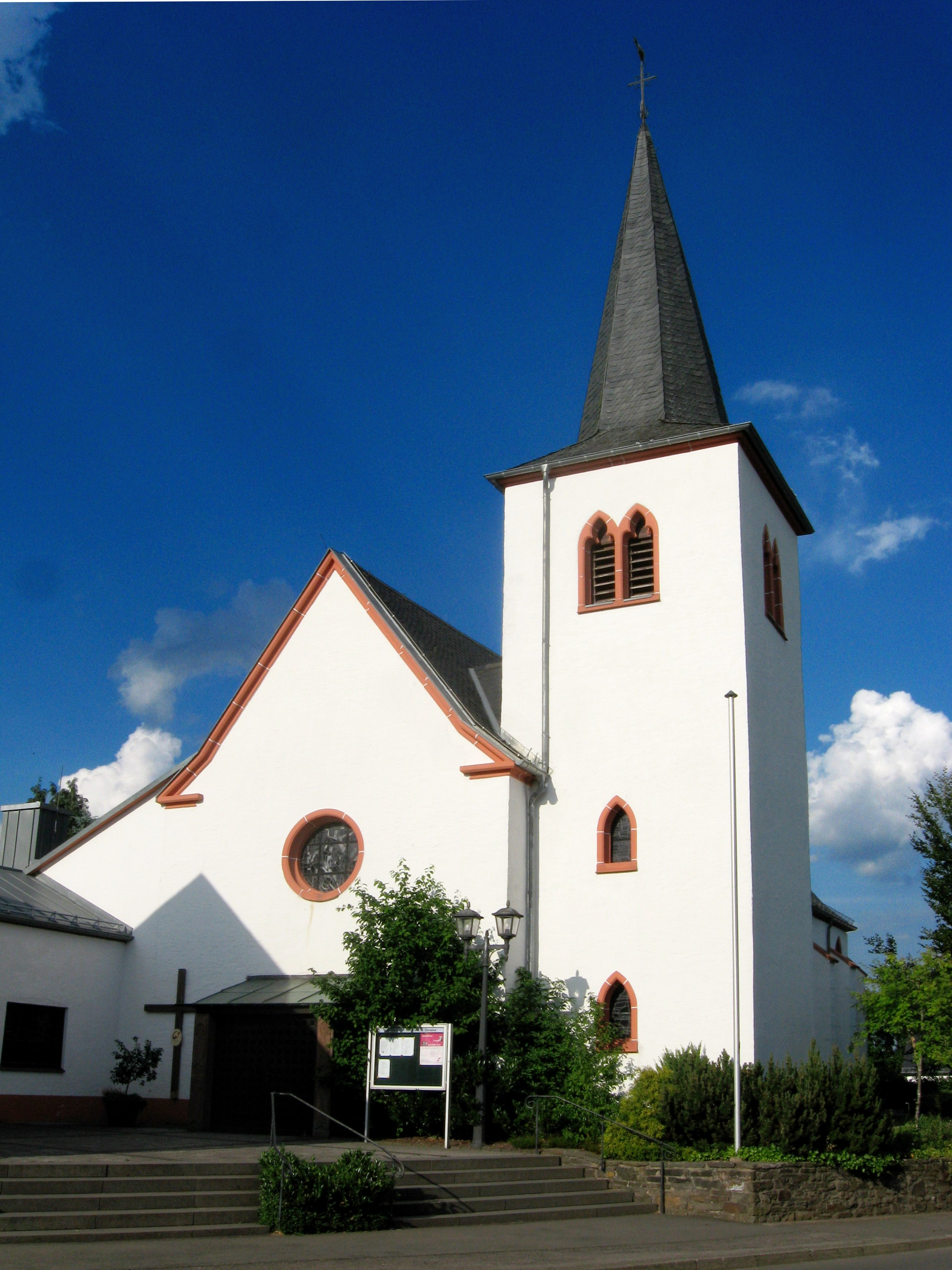
St. Luzia (Habscheid)

Die Kirche St. Luzia (auch: St. Lucia) ist die römisch-katholische Pfarrkirche von Habscheid im Eifelkreis Bitburg-Prüm in Rheinland-Pfalz. Die Pfarrei St. Luzia gehört in der Pfarreiengemeinschaft Bleialf zum Dekanat St. Willibrord Westeifel im Bistum Trier.

## Geschichte
Die aus dem 15. Jahrhundert stammende Habscheider Kapelle hatte ab 1764 St. Luzia zur Hauptpatronin. Habscheid war ab 1808 selbständige Pfarrei und kam 1821 an das Bistum Trier. Die mehrfach umgestaltete Kirche wurde zum Ende des Zweiten Weltkriegs fast völlig zerstört. 1948 begann ein Neubau, der von 1964 bis 1965 nochmals erweitert wurde. Die Kirche misst im Innern 30 × 13 Meter. Sie hat eine Holzdecke. Der seitlich angebaute Turm ist 28 Meter hoch.

## Ausstattung

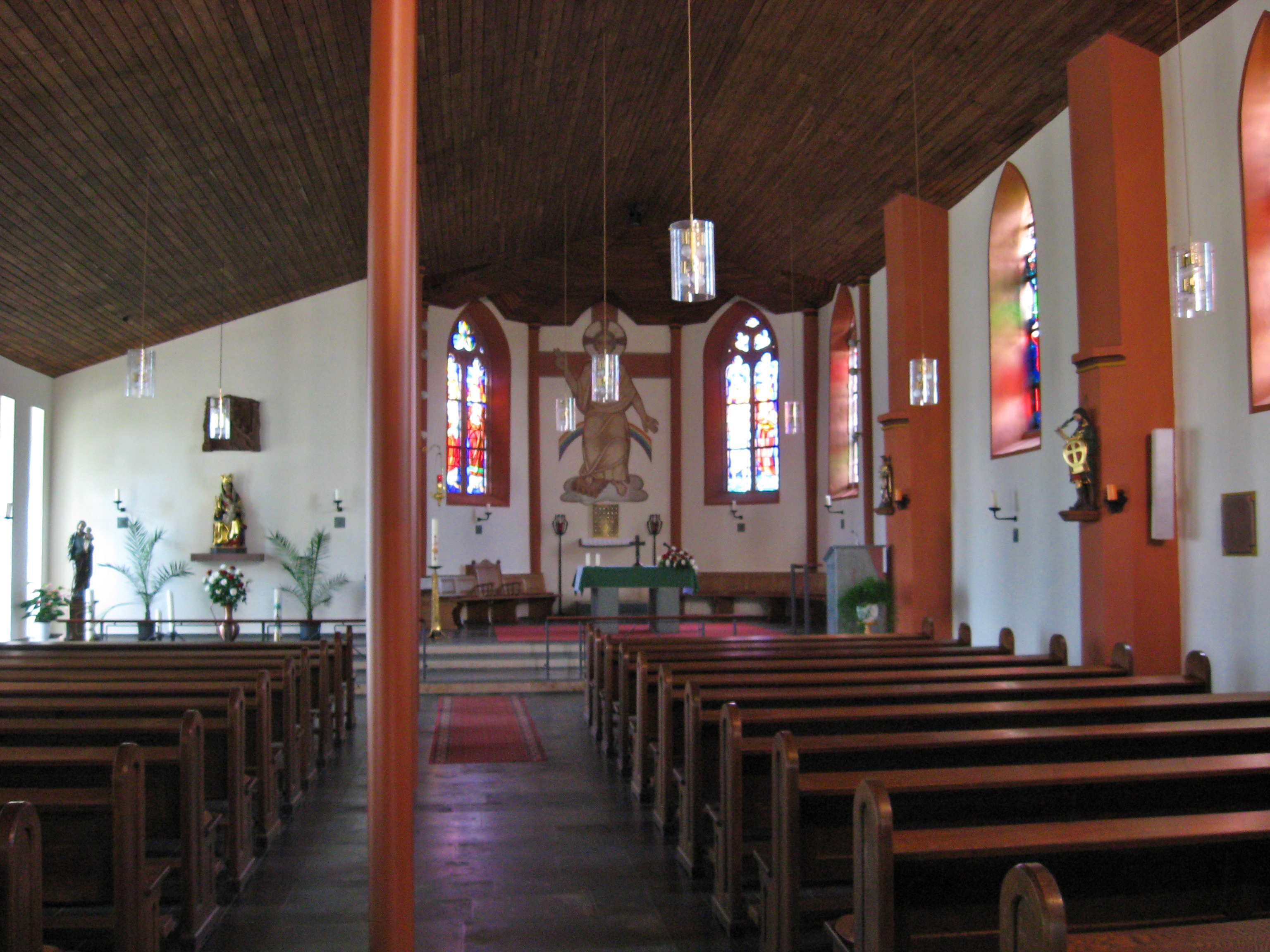
St. Luzia (Habscheid)

Die Kirche verfügt über Barockfiguren der Pfarrpatronin und des heiligen Donatus, sowie über eine Glocke aus dem Jahre 1528 mit der Inschrift „Maria heyschen ich, tzo Dyenst Gotz luden ich, den donre verdryven ich, die doden beschryen ich, Jan van Trier gous mich XVXXVIII“ (Maria heiße ich, zum Dienst Gottes leute ich, den Donner vertreibe ich, die Toten beschreie/beweine ich, Jan von Trier goss mich 1528). 1981 wurde die Kirche mit einer Orgel ausgestattet, die 16 Register und 1108 Pfeifen hat (gebaut von der Firma Hugo Mayer Orgelbau).

## Pfarrer ab 1859
- 1859–1913: Matthias Roles
- 1913–1926: Heinrich Stenger
- 1926–1928: Philip Zahnen
- 1928–1936: Franz Friedrich
- 1937–1947: Alois Bettscheider
- 1947–1955: Erich Dreesbach
- 1955–1960: Heinrich Pütz
- 1961–1985: Johann Maraite
- 1986–?: Pfarrer von St. Remigius (Pronsfeld)